# Храсна
Хра̀сна (понякога Фра̀сна) е село в Югозападна България. То се намира в община Сандански, област Благоевград.

## Население

### Етнически състав
Преброяване на населението през 2011 г.
Численост и дял на етническите групи според преброяването на населението през 2011 г.:
|                     | Численост |
| Общо                | 5         |
| Българи             | 5         |
| Турци               | -         |
| Цигани              | -         |
| Други               | -         |
| Не се самоопределят | -         |
| Неотговорили        | -         |

## География
Село Храсна се намира в полите на Пирин.

## История
В „Етнография на вилаетите Адрианопол, Монастир и Салоника“, издадена в Константинопол в 1878 година и отразяваща статистиката на населението от 1873 година, Храсна (Hrasna) е посочено като село с 82 домакинства и 280 жители българи.
В 1891 година Георги Стрезов пише за селото:
| „ | Храсна, 1 час близко до Белово, при полите на Пирин. Въгляре, овчаре и малцина земеделци. Църква и училище; учат по двата езика (гръцки и български); до 18 ученика. 110 къщи. | “ |

При избухването на Балканската война през 1912 година осем души от Храсна са доброволци в Македоно-одринското опълчение.

## Личности
Родени в Храсна
- Андон Чипишев (1880 – 1922), комунист
- Васил Стефанов Чипишев е роден в село Храсна през 1889 година. Заедно с братовчед си Андон и прогресивни храсналии основава комунистическата организация в селото. Убит на 33 години в Неврокоп през 1922 година.
- Иван Ангелов Ворсаминов (? – 1922), деец на БКП, сред основателите на комунистическа група в Храсна, член на селската чета, начело с Тома Воденичаров, противопоставяща се на ВМРО, арестуван и убит в църковния двор през октомври 1922 г.[6]
- Иван Чаков (1892 – 1922), деец на ВМОРО и комунист
- Костадин Скендеров (? – 1922), деец на БКП, убит от ВМРО през септември 1922 година в църковния двор на Храсна[6]
- Лазар Стоянов, български революционер от ВМОРО, четник на Щерьо Юнана[7]
- Стоян Ангелов, български революционер от ВМОРО, четник на Йордан Спасов[8]